# Nederig Streven

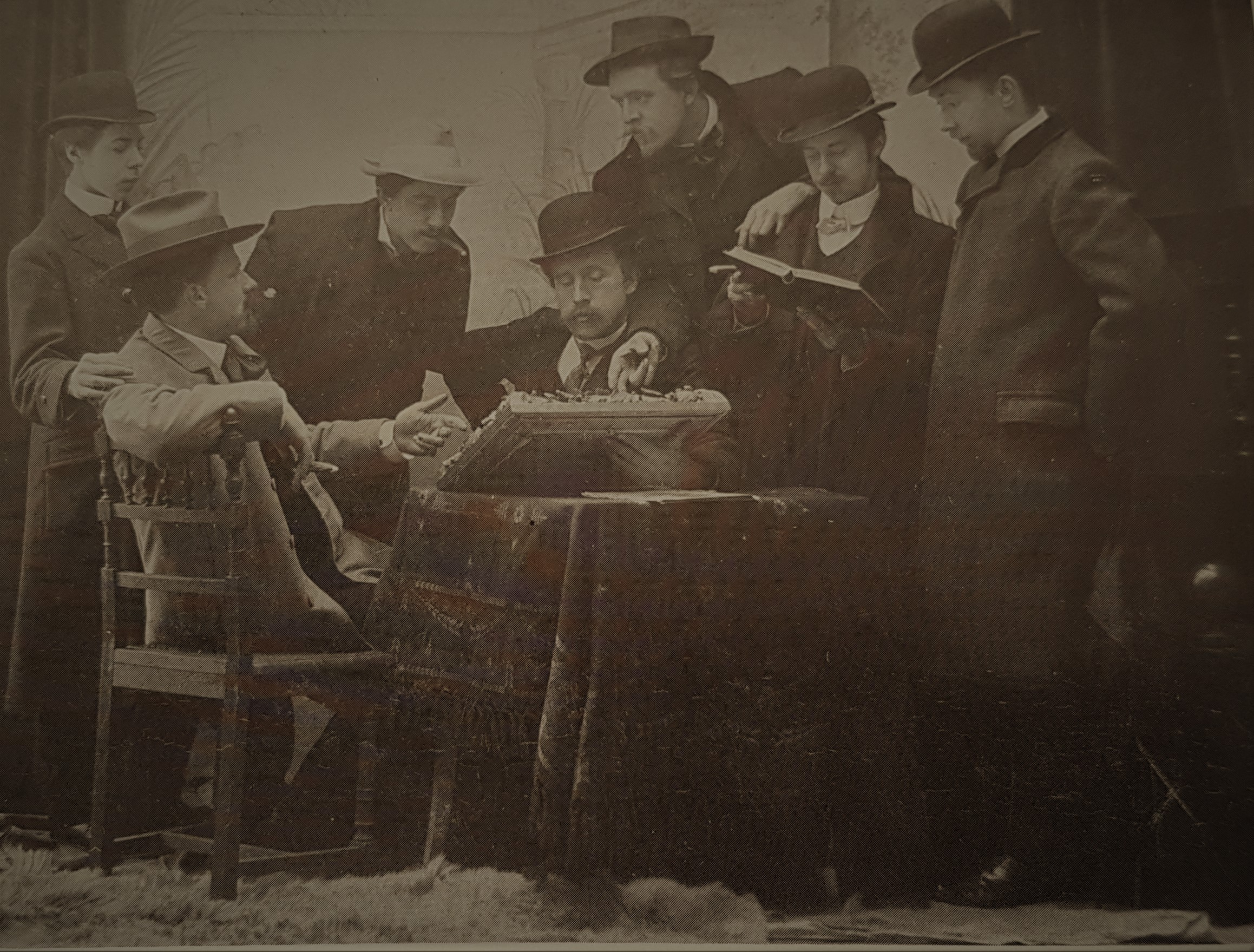
Kunstkring Nederig Streven (Kunstkring van Waas) 1908 v.l.n.r. René (Johan) Vander Borght, Raoul Steppé, Jef De Pauw, Piet Staut, Theophiel Goossens, Justijn Verhaert, Maurits Neels

Nederig Streven was een kunstenaarsvereniging uit het Waasland uit de vroege 20ste eeuw.
De Kunstkring van Waas "Nederig Streven" werd op 27 september 1908 gesticht op initiatief van beeldhouwer Theophiel Goossens (Sint-Niklaas) en kunstschilder Jef De Pauw. De andere leden waren schilder-violist  René Vander Borght, koster-organist-componist Raoul Steppe, kunstschilder Piet Staut, en de schrijvers Justyn Verhaert en Maurits Neels. 
De kring stond onder hoge bescherming van Emiel Geerts, Leon Scheerders-Van Kerckhove, Graaf Karel de Bergeyck, de burgemeester Van Beveren Camille Van Raemdonck en jonkheer Tyart de Borms.
Het doel was "door onderlinge krachtinspanning en opwekking meer te leren, te genieten, te vatten en weer te geven van dat hogere en schone dat roert en leeft en vervoert, in en rondom hen". 
De kunstkring hield twee tentoonstellingen, beide in zaal "Het Kruis" op de Grote Markt in Sint-Niklaas: 
- 6 tot 15 maart 1909: Piet Staut en Jef De Pauw
- 30 oktober tot 10 november 1909: schilder Leon Engels en beeldhouwer Theophiel Goossens

De vereniging viel al eind 1909 door onderlinge ruzie uiteen. 
Maurits Neels zou er in 1925 een roman over schrijven: "De kunstkring van Waes - Schets eener dolle Jeugd", een grappig boek waarin de romanfiguren op de bestaande leden zijn geïnspireerd en werkelijkheid en fictie moeilijk te onderscheiden is. 
Deze roman wordt door Luc De Ryck uitvoerig behandeld in het boek "Jef De Pauw - Leven en Werk". 
Het verslagboek van de vereniging is in onder de vorm van fotokopies bewaard gebleven en werd gepubliceerd in een artikel van Robert De Volder in "De Voorpost" op 18 januari 1980.  